# Miran Čuk
Miran Čuk, slovenski psiholog, * 4. september 1933, Ljubljana, † junij 2025.

## Življenje in delo
Na ljubljanski Filozofski fakulteti je 1965 doktoriral iz psiholoških znanosti, tu je od 1960 predaval psihološko statistiko, od 1974 pa psihološko statistiko in psihologijo športa na Fakulteti za šport v Ljubljani, od 1981 kot redni profesor. Kasneje je prešel na Pedagoško fakulteto, kjer je bil tudi 6 let dekan. Čuk sodi med začetnike psihološke statistike in psihologije športa na Slovenskem. V raziskovalnem delu se je posvetil statistiki, študijam o športnem uspehu in razvoju psihokineziologije. Je avtor ali soavtor več strokovnih in znanstvenih člankov.